# کائوان
کائوان رودریگو دا سیلوا (انگلیسی: Kauan؛ زادهٔ ۱۶ آوریل ۲۰۰۵) بازیکن فوتبال اهل برزیل است که در حال حاضر برای فورتالزا در پست هافبک بازی می‌کند.

## دوران باشگاهی

### گویاس
کائوان که در کاشیاس، مارانیان زاده شد، در دوران کودکی به پارا نقل مکان کرد. او پس از انجام یک دوره آزمایشی با گویاس، به گویانیا رفت و در سال ۲۰۱۷ به این باشگاه پیوست.
پس از نمایش‌های چشمگیر در تیم جوانان گویاس، او نخستین بازی خود را در فصل ۲۰۲۲ انجام داد و در مسابقه‌ای از رقابت‌های کوپا ورده که با تساوی ۲–۲ و شکست در ضربات پنالتی برابر رئال نورواسته به پایان رسید، در تمام دقایق بازی حضور داشت.
او برای فصل ۲۰۲۳ به تیم اول ارتقا یافت و شروع خوبی داشت؛ در سومین بازی‌اش در قهرمانی گوایانو، در تاریخ ۸ فوریه ۲۰۲۳، نخستین گلش را در پیروزی ۲–۰ برابر گویانزیا به ثمر رساند. او دومین گلش را نیز در مرحله یک‌چهارم نهایی همین رقابت‌ها برابر گویانیا به ثمر رساند و دو پاس گل نیز داد تا تیمش به پیروزی ۸–۳ دست یابد.
کائوان که به طور منظم توسط سرمربی گوتو فریرا به کار گرفته می‌شد، در مارس ۲۰۲۳ و پس از عدم توافق برای تمدید قرارداد، به تیم زیر ۲۰ سال بازگردانده شد.

### فورتالزا
در ۳ مه ۲۰۲۳، باشگاه گویاس اعلام کرد که کائوان به تیم فورتالزا، یکی دیگر از تیم‌های حاضر در سری آ، منتقل شده است.